# Monroe piercing

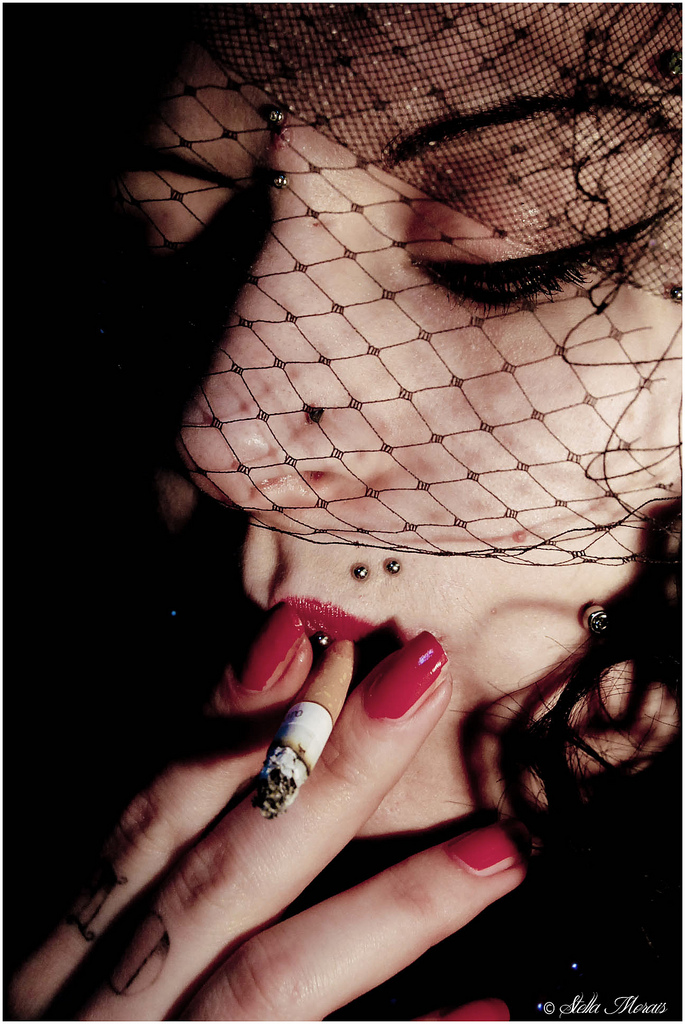
Piercing Monroe posto sopra il labbro sinistro

Il Monroe piercing è un piercing collocato sopra il labbro sinistro, nella parte superiore tra esso e il naso. Il nome richiama Marilyn Monroe che aveva un neo proprio in questa zona del viso più precisamente sulla guancia, non sul labbro. Il piercing alla Madonna, invece è simile ma posto sul lato destro.
Questo piercing è tipicamente dotato di un labret a 14, 16 o 18 gauge, le cui barre sono solitamente accorciate dopo la guarigione. Una variante di questo piercing è l'angel bites (morsi d'angelo), con entrambi i piercing stile Madonna e Monroe posti su entrambi i lati del labbro superiore.

## Effetti sulla salute
Un vantaggio del un piercing monroe è che l'area delle labbra generalmente guarisce più velocemente degli altri piercing. Il tempo stimato di guarigione dato per questo tipo di piercing al labbro è tra le 8-12 settimane, ma alcuni trovano che guarisca prima tra le 3-6 settimane.
L'applicazione può essere molto doloroso, in quanto quest'area del corpo contiene è molto innervata. C'è un piccolo rischio di perforare l'arteria labiale superiore, che si trova appena sopra il labbro superiore. La quantità di dolore avvertita durante il processo dell'inserimento del piercing differisce da persona a persona e dipende dalla posizione specifica del piercing. Le persone con labbra più spesse o muscoli facciali più sviluppati avvertono più dolore.
Tale tipologia di piercing può causare danni a lungo termine alle gengive e ai denti. Il disco posteriore di gioielli in metallo sfrega contro di essi, potenzialmente con conseguente recessione gengivale o danni allo smalto dei denti. Sono disponibili perni a labbro in plastica per ridurre al minimo questo problema.